# Kauai Channel
Kauai Channel – kanał morski na Oceanie Spokojnym, w archipelagu Hawajów, oddzielający wyspy Kauaʻi (na północnym zachodzie) i Oʻahu (na południowym wschodzie). Ma 77 mil (124 km) szerokości i do 3319 m głębokości (jest najszerszym i najgłębszym z kanałów morskich na Hawajach). Jest znany również pod nazwą Kaʻieʻie Waho Channel, która oznacza „zewnętrzne Kaʻieʻie” i pochodzi od nazwy pnącza ʻieʻie z gatunku Freycinetia arborea. W kanale znajduje się grzbiet śródoceaniczny Kaʻena Ridge. Ze względu na swoją szerokość i trudne warunki nawigacyjne, kanał miał duże znaczenie w utrzymaniu izolacji wyspy Kauaʻi od politycznych konfliktów i wojen, które często pustoszyły inne główne wyspy archipelagu. Wiosną 1796 roku Kamehameha I podjął próbę inwazji na wyspę, jednak ze względu na ciężkie warunki pogodowe i wysokie fale musiał nakazać odwrót.